# Terre Haute
Terre Haute är en stad (city) i Vigo County i västra Indiana, USA. Terre Haute är administrativ huvudort (county seat) i Vigo County. 
I Terre Haute finns USA:s största federala fängelse. Timothy McVeigh avrättades i fängelset den 11 juni 2001.

## Kända personer från Terre Haute
- Birch Bayh, politiker
- Winnifred Harper Cooley, journalist
- Joseph V. Graff, politiker